# Хейман, Уолтер
Уолтер Курт Хейман (англ. Walter Kurt Hayman, 6 января 1926, Кёльн, Веймарская республика — 1 января 2020) — британский математик, специалист по теории функций и комплексному анализу, член Лондонского королевского общества (1956).

## Биография
Уолтер Хейман (Вальтер Хайманн) родился 6 января 1926 года в Кёльне, в семье Франца Абрахама Самуэля Хайманна, профессора римского и гражданского права в Кёльнском университете, и Рут Терезы Гензель (Ruth Therese Hensel), дочери известного математика Курта Гензеля (который, в свою очередь, был внуком Фанни Мендельсон, сестры композитора Феликса Мендельсона). В 1935 году Франц Хайманн из-за своего еврейского происхождения был вынужден оставить работу в университете, а в 1938 году ему и членам его семьи удалось эмигрировать в Великобританию. После переезда Вальтер (в английском варианте, Уолтер) учился в школе Гордонстоун в Элгине (Шотландия). 
После окончания школы Уолтер Хейман продолжил обучение в Колледже Святого Иоанна Кембриджского университета. Его увлечению математикой способствовали лекции Джона Идензора Литлвуда, а также Мэри Картрайт, которая впоследствии стала его научным руководителем.
В 1947 году Хейман получил должность преподавателя в Кингс-колледже в Ньюкасле (ныне Ньюкаслский университет). В том же году он получил аналогичную должность в Эксетерском университете и стипендию от Колледжа Святого Иоанна, а также опубликовал свою первую математическую статью с комментариями по поводу теоремы Шоттки (статья вышла в Proceedings of the Cambridge Philosophical Society).
В 1949—1950 годах Хейман работал приглашённым преподавателем в Брауновском университете в Провиденсе (штат Род-Айленд, США), а лето 1950 года он провёл в Стэнфордском университете в Калифорнии. Впоследствии он также приезжал в Стэнфорд летом 1955 года.
В 1954 году Хейман был приглашённым докладчиком на 12-м Международном конгрессе математиков, проходившем в Амстердаме (впоследствии он также был докладчиком на 16-м конгрессе, проходившем в 1970 году в Ницце). В 1955 году за доказательство асимптотической гипотезы Бибербаха он был удостоен премии Бервика Лондонского математического общества. В 1956 году Хейман был избран членом Лондонского королевского общества.
В 1956 году Хейман был назначен на должность профессора чистой математики в Имперском колледже Лондона и проработал там в течение почти трёх десятилетий, до 1985 года, создав за эти годы сильную школу математиков, работавших в области комплексного анализа. В 1978—1981 годах Хейман был деканом Королевского колледжа науки, а в 1982—1984 годах — вице-президентом Лондонского математического общества.
В 1985 году Хейман оставил свою работу в Имперском колледже и получил должность профессора чистой математики в Йоркском университете, проработав там до 1993 года. С 1995 года он работал старшим исследователем (англ. Senior Research Fellow) в Имперском колледже Лондона. В 1995 году Хейман был награждён медалью де Моргана Лондонского математического общества за вклад в комплексный анализ и теорию потенциала.
В 1947 году Уолтер Хейман женился на Маргарет Рили Кранн. Вместе со своей женой Уолтер Хейман стоял у истоков деятельности Британских математических олимпиад. У них родились три дочери, а их брак продлился 47 лет, до смерти Маргарет в 1994 году. В 1995 году Хейман женился на математике Вафике аль-Катифи (Waficka al-Katifi), которая умерла в 2001 году.

## Научные результаты
Уолтер Хейман опубликовал более 200 научных работ и не менее пяти монографий. Значительная часть его публикаций посвящена различным вопросам теории функций и комплексного анализа.
В 1955 году Хейман получил результаты для асимптотических свойств коэффициентов тейлоровского разложения однолистных функций, которые оказались важным шагом на пути к доказательству гипотезы Бибербаха.
Хейман также работал над теорией Неванлинны и, в частности, получил результаты, известные как «альтернатива Хеймана» (Hayman alternative). 

## Почётные звания и награды
- Член Лондонского математического общества (1947)[2]
- Премия Бервика[англ.] Лондонского математического общества (1955)[2][7]
- Член Лондонского королевского общества (1956)[5]
- Высшая премия Бервика[англ.] Лондонского математического общества (1964)[2][7]
- Иностранный член Финской академии науки и литературы (1978)[3]
- Иностранный член Баварской академии наук (1982)[3]
- Иностранный член Национальной академии деи Линчеи (1985)[3]
- Медаль де Моргана Лондонского математического общества (1995)[2][7]

### Монографии
- Walter K. Hayman. Multivalent functions. — Cambridge University Press, 1958, 168 р.
Русский перевод: В. К. Хейман. Многолистные функции. — М., Издательство иностранной литературы, 1960, 180 с. (Библиотека сборника «Математика»)
- Walter K. Hayman. Meromorfic functions. — Clarendon Press, Oxford, 1964, 191 р. (Oxford mathematical monographs) 
Русский перевод: У. К. Хейман. Мероморфные функции. — М., Мир, 1966, 287 с.
- Walter K. Hayman. Research problems in function theory. — Athlone Press, London, 1967, 64 p.
- Walter K. Hayman and Patrick B. Kennedy. Subharmonic functions. Volume 1. — Academic Press, London, 1976, 284 p. (London Mathematical Society Monographs, 9), ISBN 978-0-12-334801-2
Русский перевод: У. К. Хейман, П. Б. Кеннеди. Субгармонические функции. — М., Мир, 1980, 304 с.
- Walter K. Hayman. Subharmonic functions. Volume 2. — Academic Press, London, 1988, 875 p. (London Mathematical Society Monographs, 20),  ISBN 978-0-12-334802-9
- Walter K. Hayman and Eleanor F. Lingham. Research problems in function theory. — Springer, 2019, 284 p. (Problem Books in Mathematics), ISBN 978-3-030-25164-2

### Прочее
- Walter K. Hayman. My life and functions. — Logic Press, 2014, 152 p., ISBN 978-1-326-03020-9